# Pityusa Rupes
Pityusa Rupes es el nombre de una falla geológica sobre la superficie de Marte. Pityusa Rupes está localizada con el sistema de coordenadas centrados en 71.91 grados de latitud Norte y 149.99 grados de longitud Este. Pityusa Rupes es un escarpe lobulado lo que indica que es una estructura tectónica caracterizada por topográfica de grandes fallas de empuje generadas bajo compresión.

## Epónimo
En la nomenclatura planetaria, Rupes es el nombre de un escarpe planetario. En el planeta Marte se le otorga el nombre de la característica de albedo más cercana usando los mapas de Schiaparelli o Antoniadi. La sección cubierta por los acantilados del Pityusa Rupes fueron nombrados inicialmente Pityusa Dorsa, que a diferencia de un escarpe, hace alusión a crestas arrugadas o Dorsum. El nombre fue aprobado por la Unión Astronómica Internacional en 1985 y hace referencia a la ciudad de Pitiusa en las antigua región de Misia. El nombre ha tenido otros usos antiguos:
- primer nombre de la ciudad de Pitsunda, en la actual Abjasia
- una isla de Argólida, a poca distancia de la ciudad de Hermíone
- una isla de Cilicia Trachea
- Un temprano nombre de Quíos[6]
- Un nombre temprano de Salamina.